# Coleman (Familienname)
Coleman ist ein Familienname.

## Namensträger

### A
- Abe Coleman (Abe Kelmer; 1905–2007), US-amerikanischer Wrestler
- Adam Coleman (* 1991), australischer Rugby-Union-Spieler
- Al Coleman (1927–2024), US-amerikanischer Jazzmusiker und Nachtclubbetreiber
- Albert John Coleman (A. John Coleman; 1918–2010), kanadischer Mathematiker und Politiker
- Algernon Coleman (1876–1939), US-amerikanischer Romanist und Didaktiker
- Amata Coleman Radewagen (* 1947), US-amerikanische Politikerin der Republikanischen Partei
- Anthony Coleman (* 1955), US-amerikanischer Jazzmusiker und Komponist
- Arthur Philemon Coleman (1852–1939), kanadischer Geologe

### B
- Ben Coleman (* 1991), englischer Squashspieler
- Bessie Coleman (1892–1926), US-amerikanische Kunstfliegerin
- Bill Coleman (1904–1981), US-amerikanischer Jazz-Trompeter
- Blake Coleman (* 1991), US-amerikanischer Eishockeyspieler
- Bobby Coleman (* 1997), US-amerikanischer Schauspieler
- Bonnie Watson Coleman (* 1945), US-amerikanische Politikerin
- Brandon Coleman (* 1992), US-amerikanischer American-Football-Spieler
- Brandon Coleman (Footballspieler, 2000) (* 2000), deutsch-amerikanischer American-Football-Spieler

### C
- Carlton Coleman (King Coleman; 1932–2010), US-amerikanischer R&B-Sänger
- Casey Coleman (1951–2006), US-amerikanischer Sportkommentator
- Castro Coleman (Mr. Sipp; * 1976), US-amerikanischer Gospel- und Bluesmusiker
- Catherine Coleman (* 1960), US-amerikanische Astronautin
- Chad Coleman (* 1974), US-amerikanischer Schauspieler
- Charles Coleman (Komponist) (1605–1664), englischer Komponist
- Charles Coleman (Maler) (1807–1874), englischer Maler
- Charles Coleman (Verleger) (1852–1936), deutscher Verleger und Begründer der Lübecker Nachrichten
- Charles Coleman (Schauspieler) (1885–1951), australisch-amerikanischer Schauspieler
- Charles Coleman (Offizier) (1903–1974), britischer Offizier
- Charles C. Coleman (1900–1972), US-amerikanischer Regisseur
- Charles Caryl Coleman (1840–1928), amerikanischer Maler
- Charlotte Coleman (1968–2001), englische Schauspielerin
- Chloe Coleman (* 2008), US-amerikanische Schauspielerin
- Chris Coleman (Politiker) (* 1961), US-amerikanischer Politiker
- Chris Coleman (Bobfahrer) (* 1967), US-amerikanischer Bobfahrer
- Chris Coleman (Fußballspieler) (* 1970), walisischer Fußballspieler und -trainer
- Chris Coleman (Schlagzeuger) (* 1979), US-amerikanischer Schlagzeuger
- Christian Coleman (* 1996), US-amerikanischer Leichtathlet
- Cleopatra Coleman (* 1987), australische Schauspielerin und Tänzerin
- Cy Coleman (1929–2004), US-amerikanischer Komponist

### D
- Dabney Coleman (1932–2024), US-amerikanischer Schauspieler
- David Coleman (Sportjournalist) († 2013), britischer Sportmoderator
- David Coleman (Politiker, 1881) (1881–1951), neuseeländischer Politiker
- David Coleman (Kommentator) (1926–2013), britischer Sportkommentator und Moderator
- David Coleman (Fußballspieler, 1942) (1942–2016), englischer Fußballspieler
- David Coleman (Demograf) (* 1946), britischer Bevölkerungswissenschaftler
- David Coleman (Fußballspieler, 1967) (1967–1997), englischer Fußballspieler
- David Coleman (Politiker, 1974) (* 1974), australischer Politiker
- Deborah Coleman (1956–2018), US-amerikanische Bluesgitarristin, Songwriterin und Sängerin
- Denardo Coleman (* 1956), US-amerikanischer Jazzmusiker
- Derrick Coleman (Basketballspieler) (* 1967), US-amerikanischer Basketballspieler
- Derrick Coleman (Footballspieler) (* 1990), US-amerikanischer American-Football-Spieler
- Don Coleman (* 1951), US-amerikanischer Sprinter
- Donald C. Coleman (1920–1995), britischer Wirtschaftshistoriker
- Dominic Coleman (* 1970), britischer Schauspieler
- Douglas Coleman (1931–2014), kanadischer Biochemiker

### E
- Earl Coleman (Sänger) (1925–1995), US-amerikanischer Jazz-Sänger
- Earl Thomas Coleman (* 1943), US-amerikanischer Politiker
- Eldridge Wayne Coleman (1943–2023), US-amerikanischer Wrestler, siehe Billy Graham (Wrestler)
- Elizabeth Coleman (* 2003), US-amerikanische Tennisspielerin
- Ellis Coleman (* 1991), US-amerikanischer Ringer

### F
- Fredrick Dewayne Coleman (* 1975), US-amerikanischer American-Football-Spieler, siehe Fred Coleman
- Frederick William Backus Coleman (1874–1947), US-amerikanischer Diplomat

### G
- Gary Coleman (1968–2010), US-amerikanischer Schauspieler
- George Coleman (Leichtathlet) (1916–2005), britischer Geher
- George Coleman (* 1935), US-amerikanischer Jazzmusiker
- George Coleman junior (* um 1975), US-amerikanischer Jazzmusiker
- George Churchill-Coleman († 2015), britischer Kriminalbeamter
- George William Coleman (1939–2024), US-amerikanischer Priester, Bischof von Fall River
- Georgia Coleman (1912–1940), US-amerikanische Wasserspringerin
- Gloria Coleman (1931–2010), US-amerikanische Jazzmusikerin und Komponistin
- Greg Coleman (* 1954), US-amerikanischer American-Football-Spieler

### H
- Hamilton D. Coleman (1845–1926), US-amerikanischer Politiker
- Herbert Coleman (1907–2001), US-amerikanischer Filmproduzent
- Howard S. Coleman (1917–1996), US-amerikanischer Physiker, Forscher, Hochschullehrer

### I
- Iain Coleman (* 1958), englischer Politiker
- Ira Coleman (* 1956), US-amerikanischer Jazzmusiker

### J
- J. F. Coleman († 2014), US-amerikanischer Luftwaffenoffizier und Testpilot
- Jack Coleman (* 1958), US-amerikanischer Schauspieler
- James Coleman (Volleyballtrainer) (1931–2001), US-amerikanischer Volleyballtrainer
- James Coleman (Künstler) (* 1941), irischer Konzeptkünstler
- James Coleman (Schauspieler), US-amerikanischer Schauspieler
- James P. Coleman (1914–1991), US-amerikanischer Politiker
- James Samuel Coleman (1926–1995), US-amerikanischer Soziologe
- Jaybird Coleman (Burl C. Coleman; 1896–1950), US-amerikanischer Bluesmusiker
- Jaz Coleman (* 1960), britischer Rockmusiker
- Jean Coleman (1918–2008), australische Leichtathletin
- Jenna Coleman (* 1986), britische Schauspielerin
- Jennifer Coleman (* 1982), US-amerikanische Badmintonspielerin
- Jerome Coleman (* 1979), US-amerikanischer Basketballspieler
- Jerry Coleman († 2014), US-amerikanischer Baseballspieler und -manager
- Joe Coleman (* 1955), US-amerikanischer Maler
- Johannes Coleman (1910–1997), südafrikanischer Marathonläufer
- John Coleman (Fußballspieler, 1863) (1863–1927), irischer Fußballspieler und -trainer
- John Coleman (Fußballspieler, 1881) (1881–1940), englischer Fußballspieler
- John Coleman (Meteorologe) (1934–2018), US-amerikanischer Meteorologe und Wetteransager
- John Coleman (Autor) (* 1935), US-amerikanischer Autor
- John Coleman (Fußballspieler, 1946) (* 1946), englischer Fußballspieler
- John Coleman (Fußballspieler, 1962) (* 1962), englischer Fußballspieler und -trainer
- John Aloysius Coleman (1887–1947), irischer Geistlicher, Bischof von Armidale
- John C. Coleman (* 1940), britischer Psychologe und Hochschullehrer
- Jonathan Coleman (Politiker) (* 1966), neuseeländischer Arzt und Politiker
- Jonathan Coleman (* 1975), US-amerikanischer Eishockeyspieler, siehe Jon Coleman
- Joseph Coleman (1749–1819), britischer Seemann auf der Bounty
- Judy Bounds Coleman (1927–2009), US-amerikanische Sängerin und Hochschullehrerin

### K
- Kathleen M. Coleman (* 1953), US-amerikanische Klassische Philologin
- Keon Coleman (* 2003), US-amerikanischer Footballspieler
- Kevin Coleman (Politiker), US-amerikanischer Politiker
- Kevin Coleman (Pilot) (* 1990), US-amerikanischer Pilot
- Kevin Coleman (Fußballspieler) (* 1998), US-amerikanischer Fußballspieler
- King Coleman (1932–2010), US-amerikanischer R&B-Sänger, siehe Carlton Coleman
- Kit Coleman (Kathleen Blake Coleman; 1856–1915), kanadische Journalistin
- Korva Coleman, US-amerikanische Hörfunk-Journalistin des öffentlichen Senders National Public Radio (NPR)
- Kurt Coleman (* 1988), US-amerikanischer American-Football-Spieler

### L
- Leo Coleman (1919–2007), US-amerikanischer Tänzer und Schauspieler
- Leon Coleman (* 1944), US-amerikanischer Hürdenläufer
- Linda Coleman-Madison, US-amerikanische Politikerin (Demokratische Partei)
- Lionel Coleman (1918–1941), kanadischer Radrennfahrer
- Lisa Coleman (Musikerin) (* 1960), US-amerikanische Musikerin
- Lisa Coleman (Schauspielerin) (* 1970), britische Schauspielerin
- Loren Coleman (Kryptozoologe) (* 1947), US-amerikanischer Kryptozoologe
- Loren L. Coleman (* 1968), US-amerikanischer Autor
- Lucas Coleman (* 1995), kanadischer Volleyballspieler
- Lucretia Newman Coleman (ca. 1854–1948), US-amerikanische Schriftstellerin

### M
- Marissa Coleman (* 1987), US-amerikanische Basketballspielerin
- Marco Coleman (* 1969), US-amerikanischer American-Football-Spieler
- Mark Coleman (* 1964), US-amerikanischer Ringer
- Maxx Coleman (* 1989), US-amerikanischer Pokerspieler
- Melissa Coleman (* 1968), australische Cellistin
- Michael Coleman (Musiker, 1891) (1891–1945), irischer Musiker
- Michael Coleman (Bischof) (1902–1969), britischer Geistlicher, Bischof von Qu'Appelle
- Michael Coleman (Schriftsteller) (* 1946), britischer Schriftsteller
- Michael Coleman (Maler) (* 1946), US-amerikanischer Maler
- Michael Coleman (Musiker, 1956) (1956–2014), US-amerikanischer Bluesmusiker
- Michael Coleman (Synchronsprecher) (* 1973), kanadischer Synchronsprecher
- Michael Coleman (Baseballspieler) (* 1975), US-amerikanischer Baseballspieler
- Michael B. Coleman (Politiker) (* 1954), US-amerikanischer Politiker
- Michael Gower Coleman (1939–2011), südafrikanischer Geistlicher, Bischof von Port Elizabeth
- Michelle Coleman (* 1993), schwedische Schwimmerin
- Monica Coleman (Filmeditorin), französische Filmeditorin
- Monica Coleman (Theologin) (* 1974), US-amerikanische Autorin und Theologin
- Monique Coleman (* 1980), US-amerikanische Schauspielerin und Sängerin
- Montez Coleman (1973–2022), US-amerikanischer Jazzmusiker

### N
- Nancy Coleman (1912–2000), US-amerikanische Schauspielerin
- Nathaniel Coleman (* 1997), US-amerikanischer Sportkletterer
- Nicholas D. Coleman (1800–1874), US-amerikanischer Politiker
- Nickell Robey-Coleman (* 1992), US-amerikanischer Footballspieler
- Norm Coleman (* 1949), US-amerikanischer Politiker

### O
- Olan Coleman (* 1980), US-amerikanischer Sprinter
- Oliver Coleman (1914–1965), US-amerikanischer Jazzmusiker
- Ornette Coleman (1930–2015), US-amerikanischer Jazzmusiker

### P
- Patricia Coleman (* 1953), australische Tennisspielerin
- Peter Coleman (Politiker) (1928–2019), australischer Politiker
- Peter Coleman-Wright, australischer Sänger (Bariton)
- Peter Everard Coleman (1928–2001), britischer Geistlicher, Bischof von Crediton
- Peter L. Coleman, englischer Schachspieler
- Peter Tali Coleman (1919–1997), US-amerikanischer Politiker
- Phil Coleman (Leichtathlet) (1931–2021), US-amerikanischer Leichtathlet
- Phil Coleman (Fußballspieler) (* 1960), englischer Fußballspieler
- Porscha Coleman (* 1985), US-amerikanische Schauspielerin, Moderatorin und Sängerin

### R
- Ray Coleman (* 1933), US-amerikanischer Musiker
- Renée Coleman (* 1962), kanadische Schauspielerin
- Rob Coleman (* 1964), kanadischer Animator und Spezialeffektkünstler
- Robert Coleman (Segler) (1883–1960), britischer Segler
- Robert Coleman Richardson (1937–2013), US-amerikanischer Physiker
- Robert F. Coleman (1954–2014), US-amerikanischer Mathematiker
- Robert H. Coleman (1869–1946), US-amerikanischer Herausgeber baptistischer Liederbücher
- Robert Moorhouse Coleman III, bekannt als Bobby Coleman (* 1997), US-amerikanischer Schauspieler
- Roger Keith Coleman (1958–1992), US-amerikanischer Mörder
- Ronald D. Coleman (* 1941), US-amerikanischer Politiker
- Ronnie Coleman (* 1964), US-amerikanischer Bodybuilder

### S
- Scott Coleman († 2010), US-amerikanischer Rechtsanwalt
- Séamus Coleman (* 1988), irischer Fußballspieler
- Sidney Coleman (1937–2007), US-amerikanischer Physiker
- Signy Coleman (* 1960), US-amerikanische Schauspielerin
- Sophie Coleman (* 1990), englische Triathletin
- Steve Coleman (* 1956), US-amerikanischer Jazz-Musiker

### T
- Tevin Coleman (* 1993), US-amerikanischer American-Football-Spieler
- Tim Coleman (Fußballspieler, 1881) (John George Coleman; 1881–1940), englischer Fußballspieler
- Tim Coleman (Fußballspieler, 1908) (Ernest Coleman; 1908–1984), englischer Fußballspieler und -trainer
- Tim Coleman (Fußballspieler, 1930) (Neville James Coleman; 1930–1981), englischer Fußballspieler
- Tony Coleman (* 1945), englischer Fußballspieler
- Troy Coleman (* 1970), US-amerikanischer Musiker, siehe Cowboy Troy

### V
- Vince Coleman (* 1961), US-amerikanischer Baseballspieler
- Vincent Coleman (1872–1917), kanadischer Fahrdienstleiter

### W
- Walt Coleman (* 1952), NFL-Schiedsrichter
- Wanda Coleman (1946–2013), US-amerikanische Dichterin und Drehbuchautorin
- William Coleman (Reiter) (Will Coleman; * 1983), US-amerikanischer Vielseitigkeitsreiter
- William D. Coleman (1842–1908), liberianischer Politiker, Präsident 1896 bis 1900
- William Henry Coleman (1871–1943), US-amerikanischer Politiker
- William Higgins Coleman (1816?–1863), englischer Geistlicher und Botaniker
- William Thaddeus Coleman (1920–2017), US-amerikanischer Politiker

### Z
- Zenatha Coleman (* 1993), namibische Fußballspielerin
- Zendaya Coleman (* 1996), US-amerikanische Schauspielerin